# Hreceanî Podî, Șîroke
Hreceanî Podî (în ucraineană Гречані Поди) este localitatea de reședință a comunei Rozî Liuksemburh din raionul Șîroke, regiunea Dnipropetrovsk, Ucraina.

## Demografie
Componența lingvistică a localității Hreceanî Podî
     Ucraineană (87,85%)
     Rusă (8,83%)
     Belarusă (1,58%)
     Alte limbi (0,16%)
Conform recensământului din 2001, majoritatea populației localității Hreceanî Podî era vorbitoare de ucraineană (87,85%), existând în minoritate și vorbitori de rusă (8,83%), belarusă (1,58%) și armeană (1,26%).